# Oččuguj-Botuobuja
La Oččuguj-Botuobuja (in russo Оччугуй-Ботуобуя? o Малая Ботуобуя, piccola Botuobuja) è un fiume della Russia siberiana orientale (Sacha-Jakuzia), affluente di destra del Viljuj.
Nasce dal versante settentrionale delle Alture della Lena e scorre con direzione settentrionale in una valle piuttosto ampia, sfocia nel Viljuj a 1174 km dalla foce; i principali affluenti sono Charyja-Jurjach'(109 km) e Ireljach (112 km). Lungo il suo corso si trova il villaggio di Almaznyj.
Il fiume è ghiacciato nel periodo fra ottobre e fine maggio.